# 김용호 (축구인)
김용호(한국 한자: 金龍虎, 1971년 3월 20일 ~ )는 대한민국의 전 축구 선수이며, 포지션은 공격수였다.

## 참고 자료
- 춘천 김용호 감독' 여자축구에서 챌린저스리그로 이어진 ‘내유외강’ 지도력